# Catena Jungfrau-Fiescherhorn
La Catena Jungfrau-Fiescherhorn (in tedesco Jungfrau-Fiescherhörner-Kette) è un massiccio montuoso delle Alpi Bernesi, in Svizzera (Canton Vallese e Canton Berna), prendendo il nome dalle due montagne più significative: la Jungfrau ed il Gross Fiescherhorn.

## Collocazione

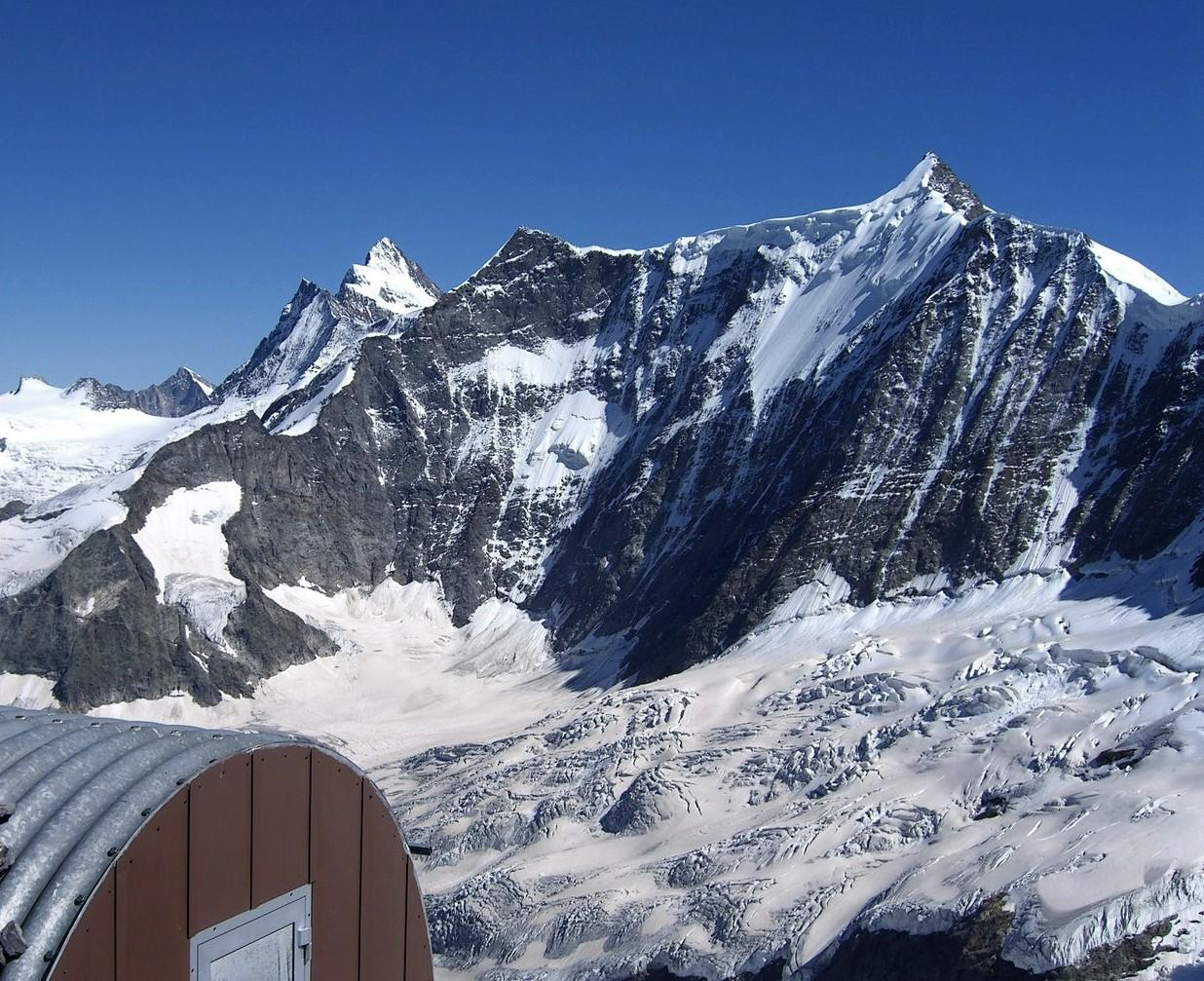
Gross Fiescherhorn

Secondo le definizioni della SOIUSA la Catena Jungfrau-Fiescherhorn ha i seguenti limiti geografici: Agassizjoch, Walliser Fiescherfirn, fiume Rodano, Briga-Glis, fiume Massa, Ghiacciaio dell'Aletsch, Louwitor, Kleine Scheidegg, Grindelwald, Finsteraarjoch, Agassizjoch.
Essa raccoglie la parte centro-orientale delle Alpi Bernesi in senso stretto ed insieme alla Catena Finsteraarhorn-Oberaarhorn-Galmihorn ed alla Catena Schreckhorn-Wetterhorn forma il settore detto Alpi Bernesi Orientali.

## Classificazione
La SOIUSA definisce la Catena Jungfrau-Fiescherhorn come un supergruppo alpino e vi attribuisce la seguente classificazione:
- Grande parte = Alpi Occidentali
- Grande settore = Alpi Nord-occidentali
- Sezione = Alpi Bernesi
- Sottosezione = Alpi Bernesi in senso stretto
- Supergruppo = Catena Jungfrau-Fiescherhorn
- Codice =  I/B-12.II-B

## Suddivisione
La Catena Jungfrau-Fiescherhorn viene suddivisa in tre gruppi e due sottogruppi:
- Gruppo Fiescherhorn-Grünhorn (3)
- Gruppo della Jungfrau (4)
- Gruppo Wannenhorn-Eggishorn (5)
  - Gruppo vallese del Fiescherhorn-Wannenhorn  (5.a)
  - Gruppo dell'Eggishorn  (5.b)

## Montagne

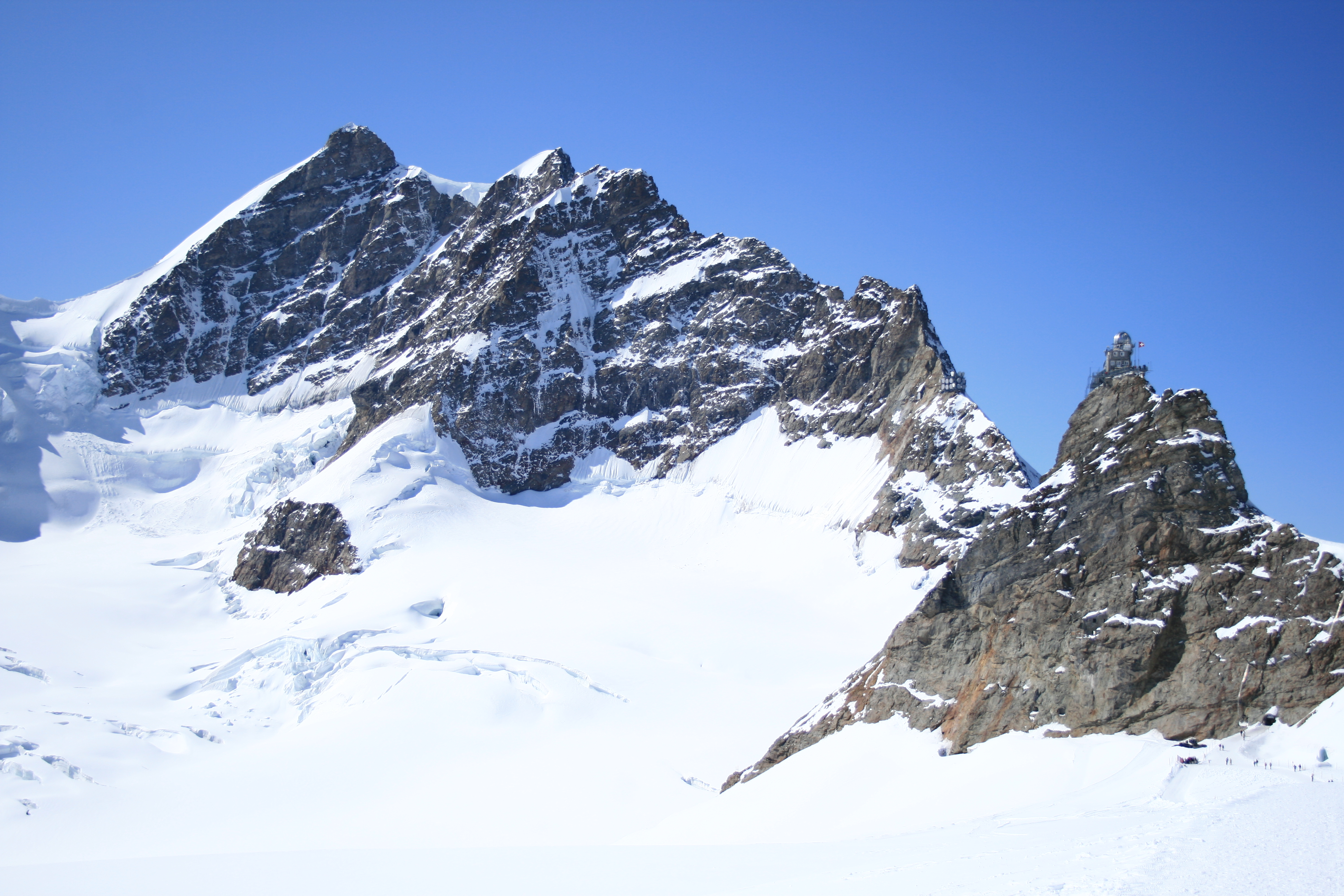
La Jungfrau.

Le montagne principali appartenenti alla Catena Jungfrau-Fiescherhorn sono:
- Jungfrau - 4.158 m
- Gross Fiescherhorn - 4.049 m
- Grünhorn - 4.043 m
- Hinter Fiescherhorn - 4.025 m
- Rottalhorn - 3.972 m
- Eiger - 3.970 m
- Agassizhorn - 3.946 m
- Trugberg - 3.933 m
- Klein Grünhorn - 3.913 m
- Wannenhorn - 3.906 m
- Klein Fiescherhorn - 3.895 m
- Fiescher Gabelhorn - 3.876 m
- Schonbuhlhorn - 3.854 m
- Silberhorn - 3.695 m
- Senfspitze - 3.354 m
- Strahlhorn - 3.026 m
- Eggishorn - 2.934 m